# エビ中の永遠に中学生（仮）
『エビ中の永遠に中学生 (仮)』（えびちゅうのえいえんにちゅうがくせい・かっこかり）は東京メトロポリタンテレビジョン（TOKYO MX）で2012年4月4日から2012年9月26日まで放送されていたバラエティ番組。

## 番組概要
子供でもない、大人でもない、中間世代の「私立恵比寿中学（エビ中）」がパイプ役となり、どの世代も共有できる幸せな社会作りに挑戦。中学生代表であるエビ中メンバーによる「社会貢献」を目指す。
『エビ中の永遠に中学生 (仮)』放送終了後半年間の休止を挟み、2013年4月からは『エビ中の永遠に中学生(仮)2』が、従来の前枠（23:30 - 24:00）で放送された。
『エビ中の永遠に中学生 (仮)』シリーズとしては通算1年で終止符となったが、『エビ中の永遠に中学生(仮)2』終了からさらに半年後の2014年4月より、内容をリニューアルの上、池田貴史とエビ中メンバーから松野莉奈・柏木ひなたが引き続きレギュラー出演（その他の私立恵比寿中学メンバーも声での出演あり）の、事実上の後継番組『エビ中の天才盆栽中学生(仮)』の放送が開始された。

## 出演者
- 私立恵比寿中学

（瑞季・真山りか・杏野なつ・安本彩花・廣田あいか・星名美怜・鈴木裕乃・松野莉奈・柏木ひなた）
- 池田貴史

## 音楽
- エンディングテーマ「放課後ゲタ箱ロッケンロールMX」 作詞・作曲・編曲：前山田健一　唄：私立恵比寿中学

## スタッフ
- 構成：成島正浩、建部和史
- ブレーン：丸山博久
- 撮影：大手洋行、東海林智恵、山森義明、武田司
- 美術プロデュース：橋本昌和
- 美術進行：今井隆之
- 編集：土田重之、名越義和
- MA：野宮聡
- 音効：長浜麻衣子
- 協力：ソニー・ミュージックエンタテインメント、デフスターレコーズ、スターダストプロモーション
- 美術協力：フジアール
- 技術協力：メディア・リース
- 制作協力：MOVEAIR
- 演出補：伊藤喜孝、菊地遥香
- ディレクター：瀬川泰和、オオタコウスケ、原田浩一
- 演出：渡邊りょう
- プロデューサー：栗本宏、高田功一
- 著作制作：『エビ中の永遠に中学生 (仮)』製作委員会

## 放送日
※放送時間はJST
- TOKYO MX
  - 水曜日 24時00分 - 24時30分（2012年4月4日 - 2012年9月26日）
  - 水曜日 23時30分 - 24時00分（2013年4月3日 - 2013年9月25日）
- HTB
  - 日曜日 26時40分 - 27時10分（2013年11月3日 - 2014年3月28日）
  - 金曜日 26時10分 - 26時40分（2014年4月4日 - 2014年8月8日、2014年8月22日 - ）※朝まで生テレビ!放送時は休止、2014年8月22日放送分は熱闘甲子園で30分繰り下げて金曜日 26時40分 - 27時10分

## 関連商品
Blu-ray＆DVD
- エビ中の永遠に中学生(仮)（2012年12月12日、DefSTAR RECORDS）
- エビ中の永遠に中学生（仮）2（2014年2月12日、DefSTAR RECORDS)